# Parc national de Masoala
 (août 2023).
Le parc national de Masoala est un parc national créé en 1997, au nord-est de l'île de Madagascar, dans la province de Diego-Suarez sur la presqu’île granitique de Masoala. Masoala est la plus grande des aires protégées de l'île avec ses 235 000 ha de forêt tropicale humide.
Le parc a été créé pour gérer, protéger et restaurer le patrimoine naturel de l'île, soumis à de fortes pressions (15 espèces de lémuriens ainsi que des douzaines d'autres espèces ont disparu depuis l'arrivée de l'Homme).
Masoala a conservé des paysages remarquables, reliques de la forêt ombrophile dense. Le botaniste Martin Callmander, alors filmé par Yann Arthus-Bertrand évoquait :  « cette forêt est si dense que 90 % de la lumière n'atteint jamais le sol ! ». Ceci en fait un endroit propice au tourisme durable ainsi qu'à l'étude des forêts anciennes tropicales et des milieux marins. On peut y observer la richesse de la faune, de la fonge et de la flore (en partie endémique) de la Grande Île, voire de la presqu'île.

## Superficie et habitats

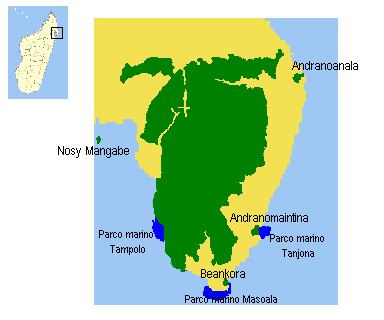
Carte du parc

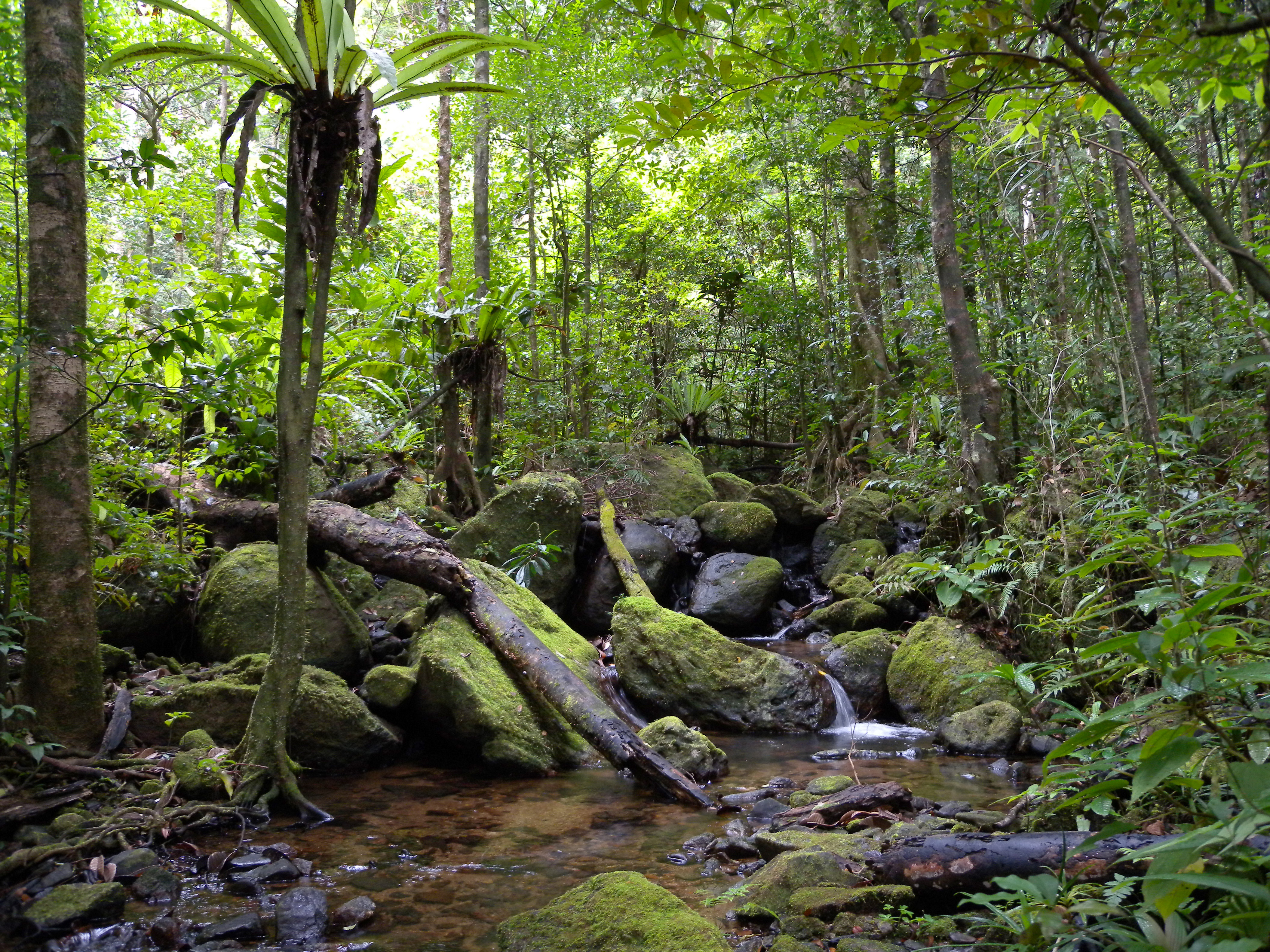
La foret pluvial du parc

Le parc s'étend sur 2 355,8 km2. Il protège 2300 km² de forêt pluviale, 100 km² d'aires marines protégées (trois « parcs marins » contenant des récifs coralliens) et une réserve de 520 hectares sur l'île de Nosy Mangabe.
La grande diversité du parc est liée à sa grande superficie et à la variété des habitats qu'il abrite. Il est composé d'une forêt pluviale, d'une forêt littorale, d'une forêt alluviale et inondée ainsi que des marécages et des mangroves.

## Climat

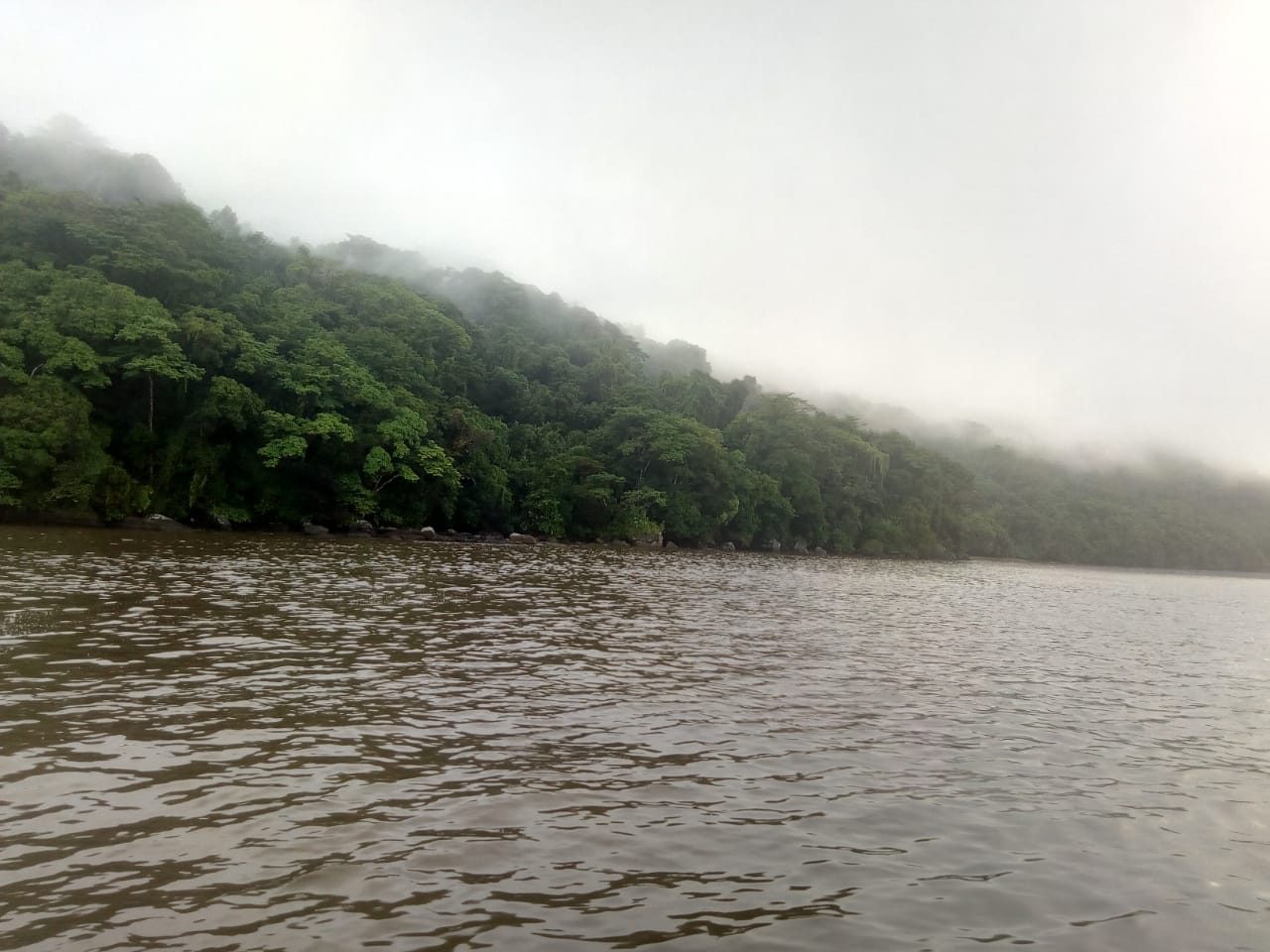
Climat humide, forêt humide, Masoala

La péninsule est rarement photographiée par les satellites, car elle est très souvent sous les nuages. Avec 3 000 à 4 000 mm de pluie par an c'est la région la plus humide de Madagascar. Les pluies sont plus fortes de septembre à novembre. L'évapotranspiration forestière maintient une hygrométrie élevée toute l'année.

## Population
Le peuple le plus représenté dans les régions urbaines est celui des Betsimisarakas. Les habitants de la région de Maroantsetra se dénomment eux-mêmes « Antimaroa ». Les cérémonies et fêtes (Tsaboraha) sont traditionnellement accompagnées d'abattages de zébus.
Environ 80 000 personnes habitent la zone périphérique (zone-tampon) du parc national. Elles cultivent le riz sur brûlis. Antalaha et Maroantsetra sont les deux plus grandes villes avec près de 20 000 habitants chacune. Ce sont des bases d'exportation de vanille et de bois tropicaux.

## Biodiversité

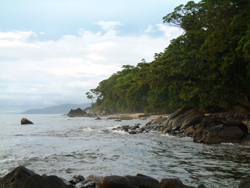
Dans le sud-ouest du parc, la forêt est encore en contact direct avec la mer et ses embruns. Ce type d'écotone est devenu très rare en raison des routes littorales qui ont été créées presque partout dans le monde. Il offre un bon exemple d'intégrité écopaysagère.

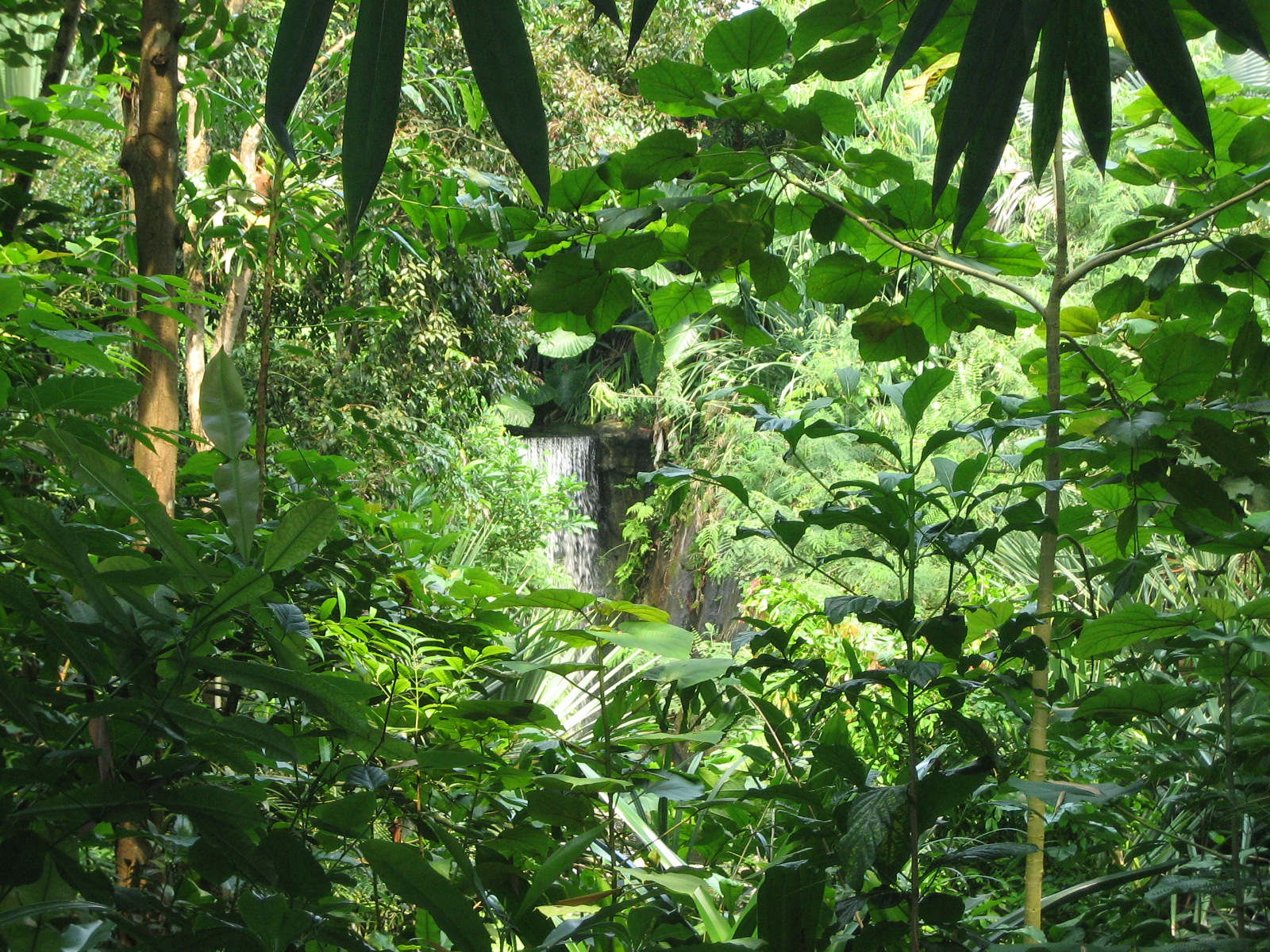
Chute d'eau et sous-bois. La biodiversité de ces forêts est parmi les plus élevées du monde, de même que le taux d'endémisme.

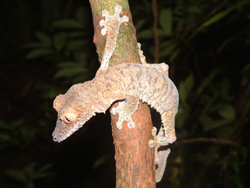
L'uroplate (Uroplatus fimbriatus), un des reptiles endémiques de Madagascar.

Dix espèces de lémuriens, endémiques de Madagascar, y vivent. Parmi elles se trouve le Vari roux (Varecia variegata rubra) au pelage roux flamboyant, endémique de la presqu'île de Masoala.
Dans la réserve de Nosy Mangabe se trouve également le Aye-aye, un lémurien nocturne à queue d'écureuil et oreilles de chauve-souris. Cette espèce est en danger d'extinction en raison de la déforestation mais est également victime de la chasse des Malgaches, beaucoup considérant l'animal comme un être maléfique.
Masoala abrite un bon nombre d’espèces particulières comme le gecko Phelsuma, l'uroplate, de nombreuses espèces de caméléons de toute taille, des oiseaux spectaculaires comme l'Eurycère de Prévost ou des espèces rares telles que l'effraie de Soumagne et la grenouille-tomate. Masoala abrite également le Chrysiridia rhipheus, un papillon considéré comme l'un des plus beaux au monde. Le Serpentaire de Madagascar y a été récemment redécouvert et n'existe en grand nombre que dans cette partie du nord-est de Madagascar.
La biodiversité marine et sous-marine est également importante ; 300 espèces de poissons fréquentent les récifs où 164 espèces de coraux ont été recensées, ainsi que 27 espèces de concombres de mer, des raies et requins récifaux dans le parc national de Masoala, notamment dans les trois parcs marins (celui de Tampolo dans l'Ouest, de Ambodilaitry dans le Sud et Ifaho dans l'Est) autour du parc.
Au cours de leur migration, des centaines de baleines à bosse visitent la baie d'Antongil chaque année, de juillet au début de septembre. Les eaux chaudes protégées de la baie sont un lieu idéal pour ces mammifères marins pour se reproduire et mettre au monde leurs baleineaux. La baleine franche australe est également présente, ainsi que deux espèces de dauphins (Grand dauphin, Dauphin à ventre rose), quatre espèces de tortues marines et le dugong, une espèce de mammifères marins se faisant de plus en plus rare.

## Culture
Les cultures traditionnelles sont encore actives, notamment dans le sud de la presqu'île. Les tabous ou fady concernant la forêt et les ancêtres sont encore respectés.

## Accessibilité
Le parc peut être rejoint à partir des villes de Maroantsetra ou Antalaha. Un voyage par bateau à moteur est possible à partir de Maroantsetra. De la ville d’Antalaha, un voyage sur route vers le Cap-Est par taxi-brousse journalier ou par vélo tout-terrain aboutit au village de Masoala. Plusieurs Safari lodges de la presqu’île mènent sur le parc où six aires de camping sont maintenues. Des matériels de campement sont disponibles pour location à Maroantsetra. Les pistes principales pour les visiteurs se trouvent à Nosy Mangabe, à Tampolo/Ambodiforaha, et au Cap Est, et une promenade de plusieurs jours est possible à travers la presqu’île. Nosy Mangabe, Cap Est, Ambatolaidama et chacun des trois parcs marins possèdent des aires de camping. Plusieurs villages sont munis de bungalows ou de simples chambres d’hôte.
Toute visite au parc doit être accompagnée d’un guide officiel agréé du parc. Les scientifiques qui mènent des recherches dans le parc doivent demander une autorisation et obtenir un permis de recherche accordé par une Commission du parc chargée de la flore et de la faune, traduite en un contrat. Ils doivent aussi payer un droit d'entrée.

## Classement
En janvier 2006, en faisant partie d'un groupe de parcs représentant la biodiversité des forêts pluviales de l'est du pays, Masoala fut proposé comme patrimoine mondial de l'UNESCO par le gouvernement malagasy. Les autres parcs nationaux inclus dans la nomination sont ceux de Marojejy, Zahamena, Mantadia, Ranomafana, Andringitra, Befotaka-Midongy et Andohahela. En 2007, ces parcs ont été inscrits sur la liste du patrimoine mondial sous le nom de forêts humides de l'Atsinanana.

## Gestion
Le parc national de Masoala est géré par l’association nationale des parcs de Madagascar (ANGAP) avec l’association de Wildlife Conservation Society (WCS) et divers partenariats avec des scientifiques ou des institutions telles que le zoo de Zurich qui a reconstitué pour le public européen, sous serre, un environnement proche de celui de la forêt de Masoala.
Les parcs marins font l'objet de patrouilles par des gardes en kayak, avec le soutien de l'ONG WWF, ce qui a permis de faire respecter le règlement de la pêche.
Malgré des aides au développement (incluant le commerce équitable et éthique de la vanille de Madagascar, la production d'huiles essentielles, le développement de l'écotourisme ou du tourisme scientifique), du point de vue de la population locale, le parc est source de problèmes, notamment parce qu'il implique la perte des terres de subsistance pour l'agriculture (Keller 2008, 2009) ou à cause des pressions de trafiquants. Les études faites dans le cadre du projet CITES “Étude du commerce important” ont montré - au vu du niveau des exportations de certaines espèces malgaches -  que « trop souvent les exportations ont été autorisées sans connaissance des impacts éventuels sur la conservation ».

## Activités illégales dans le parc
La pression sur la forêt est importante à Madagascar, comme dans beaucoup de pays tropicaux. Les pressions sur celle de Masoala et sur ceux qui la protègent n'ont jamais cessé, mais elles ont connu une nette recrudescence en 2009, en particulier de la part de trafiquants de bois précieux — « Bois de rose » (Dalbergia maritima) et bois d'ébène — illégalement coupés et exportés en dépit des progrès de la règlementation malgache sur la protection de la forêt.
Le braconnage dans le parc pose également problème et les forces de l'ordre ainsi que les gardes des eaux et forêts ne sont actuellement pas assez équipés pour lutter contre les « voleurs d'arbres », travaillant pour le compte des réseaux mafieux de trafiquants de bois (Rosewood barons). Selon diverses sources jugées fiables par le zoo de Zurich et le « Cercle de Concertation des Partenaires Techniques et Financiers du Secteur Environnement » à la mi-2009 environ 4 000 personnes étaient en train d'illégalement piller les bois précieux de cette forêt, campant, chassant et vendant également de la viande de brousse (de lémuriens notamment) avec plusieurs centaines d'arbres de bois de rose ou d'essences précieuses coupées chaque jour.
Les chefs des « voleurs de bois » sont armés et n'hésitent pas à intimider ou menacer la population et les gardes du parc. Des organismes tels que Global Witness et l'Environment Investigative Agency enquêtent pour mieux identifier les réseaux de trafic. Dans le même temps, des représentants d'ambassades de plusieurs pays, ainsi que la Banque mondiale et la Banque de développement « KfW » collaboraient pour aider le « gouvernement intérimaire » malgache de l'époque[Passage à actualiser] à venir à bout de cette crise qui semble être la plus grave que le parc ait traversé.

## Galerie d'images

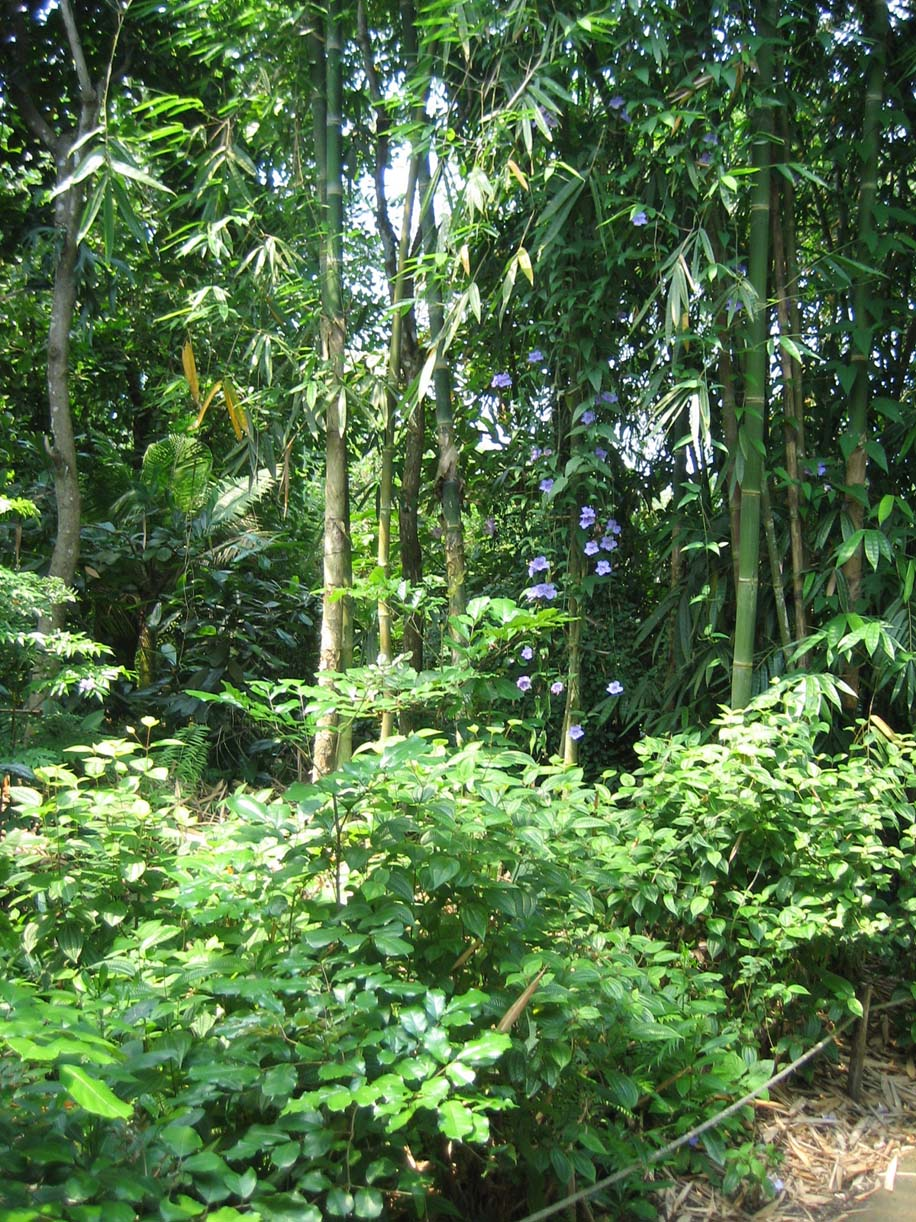
Flore et strates de lisière
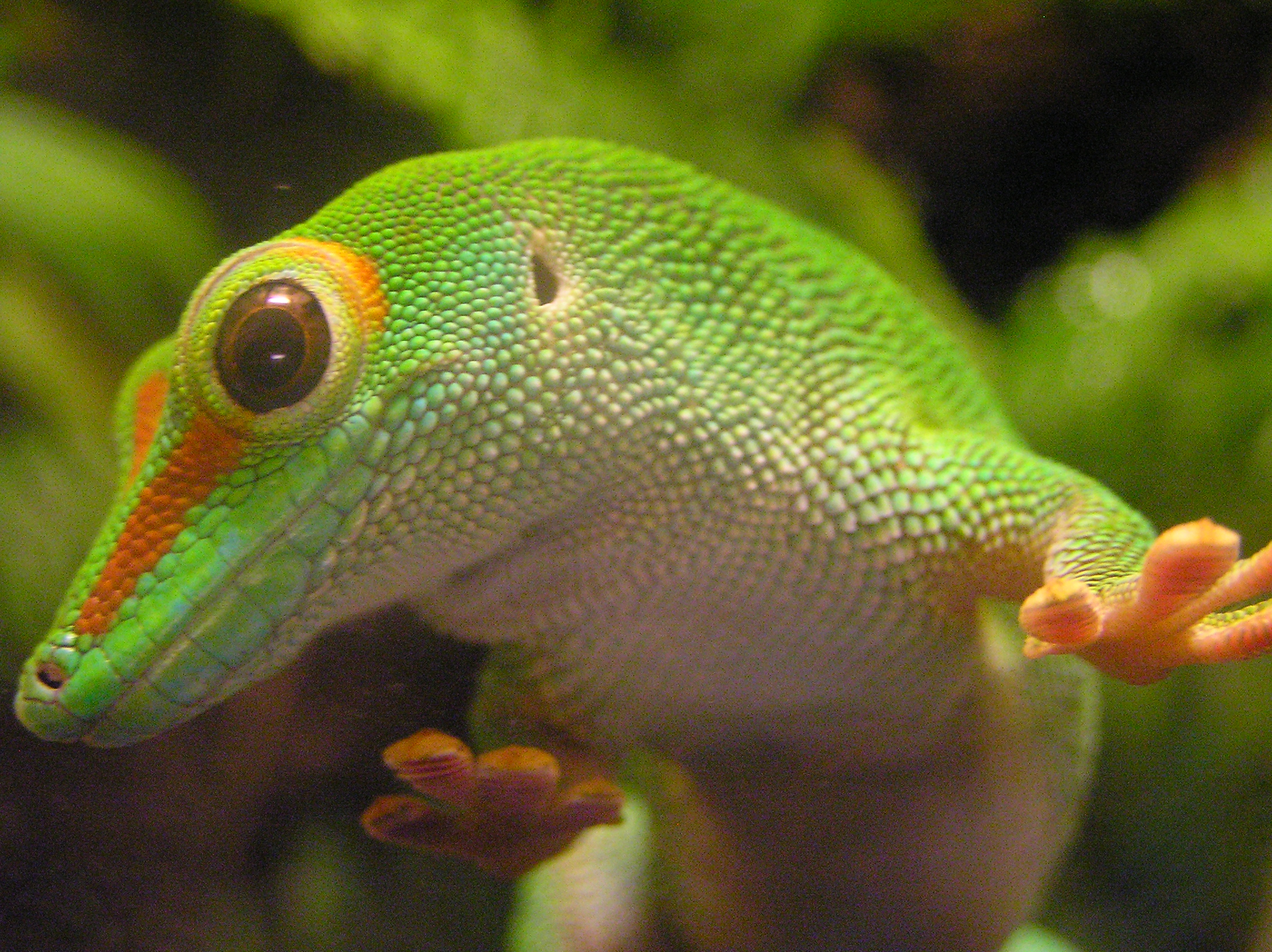
Phelsuma madagascariensis
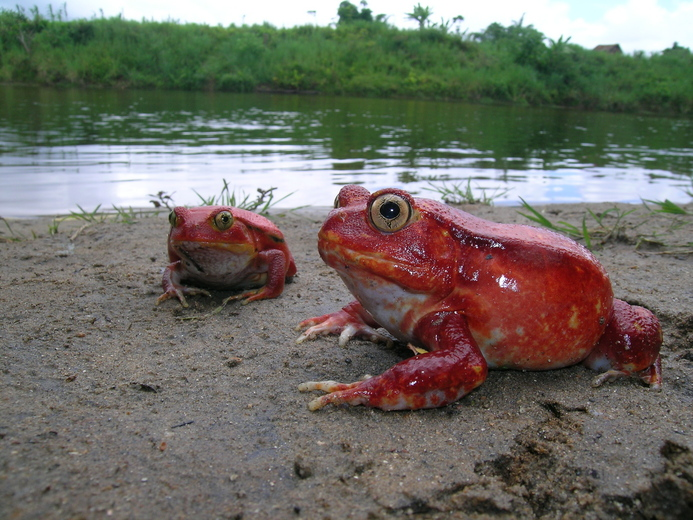
grenouille tomate (Dyscophus antongilii)
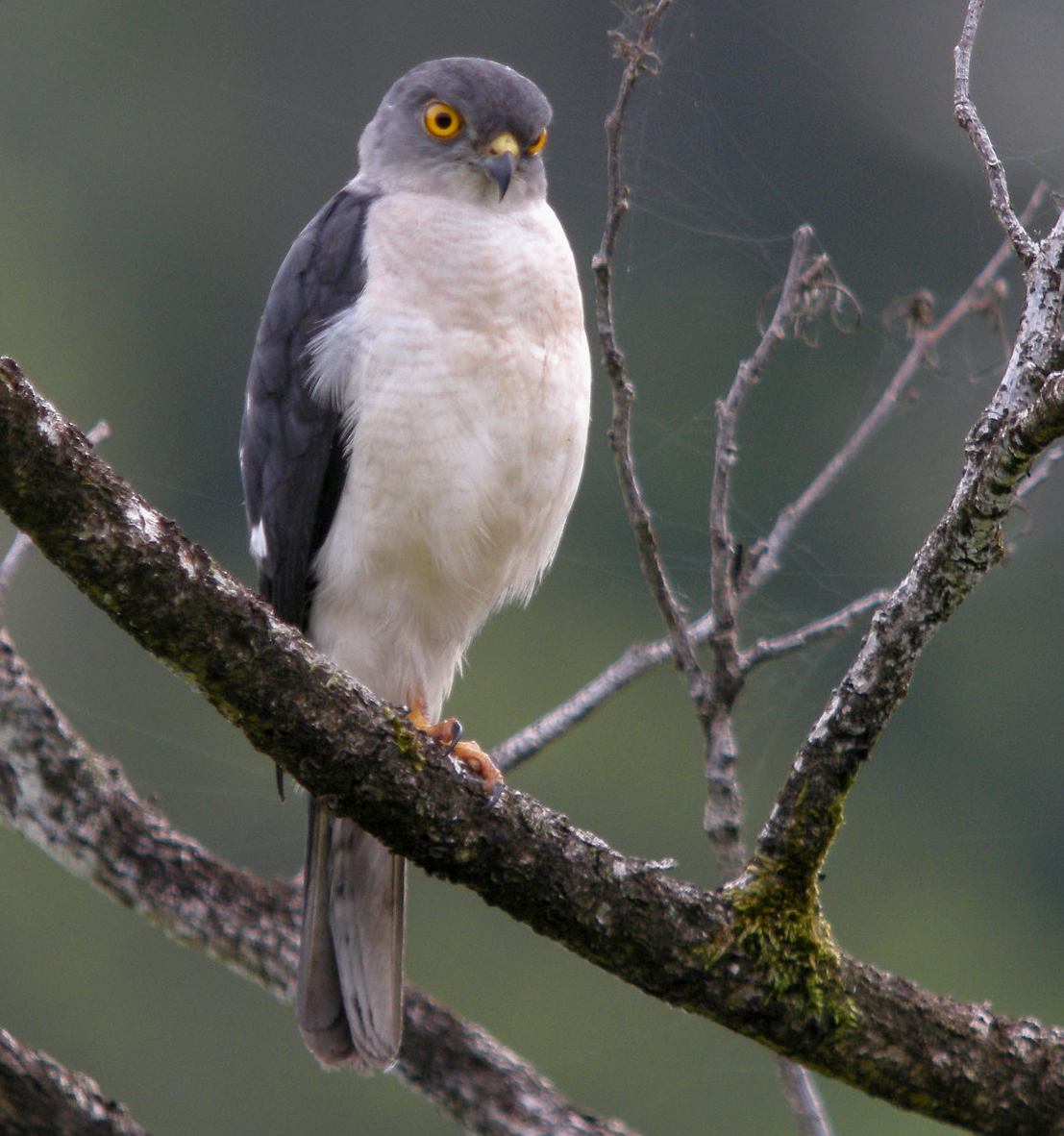
Épervier de Frances